# Vụ đánh bom thành phố Davao 2016
Vụ đánh bom thành phố Davao 2016 là một cuộc tấn công khủng bố tại khu chợ đêm Roxas ở thành phố Davao, miền nam Philippines vào ngày 2 tháng 9 năm 2016. Vụ nổ làm ít nhất 15 người chết và 70 người khác bị thương.
Nhóm vũ trang Abu Sayyaf đã tuyên bố nhận trách nhiệm về vụ tấn công. Người phát ngôn của nhóm này cho hay, vụ đánh bom nhằm mục đích kêu gọi sự "đoàn kết và thống nhất" của tất cả các chiến binh thánh chiến trên toàn lãnh thổ Philippines, đây cũng là lời cảnh báo sẽ thực hiện thêm nhiều cuộc tấn công khác trong thời gian tới. Tuy nhiên, Inquirer dẫn lời người này bác bỏ thông tin trên và cho hay nhóm phiến quân đồng minh Daulat Ul Islamiya mới đứng đằng sau vụ việc. Ngoài ra, những tiểu thương bất mãn cũng có khả năng đứng sau vụ nổ. Trước đó, một số tiểu thương tại đó bị buộc chấm dứt hoạt động vì cáo buộc vi phạm quy định của thành phố.
Vào ngày 2 tháng 10 năm 2016, ba trong số mười nghi phạm đã bị bắt giữ. Những người bị bắt được liên kết với Tập đoàn Nhóm Maute có quan hệ với Abu Sayyaf.